# Municipio de Woolwich
El municipio de Woolwich (en inglés: Woolwich Township) es un municipio ubicado en el condado de Gloucester en el estado estadounidense de Nueva Jersey. En el año 2010 tenía una población de 10.200 habitantes y una densidad poblacional de 185,79 personas por km².

## Geografía
El municipio de Woolwich se encuentra ubicado en las coordenadas 39°44′14″N 75°18′33″O / 39.73722, -75.30917.

## Demografía
Según la Oficina del Censo en 2000 los ingresos medios por hogar en el municipio eran de $83,790 y los ingresos medios por familia eran $87,111. Los hombres tenían unos ingresos medios de $54,200 frente a los $38,571 para las mujeres. La renta per cápita para la localidad era de $29,503. Alrededor del 2.9% de la población estaba por debajo del umbral de pobreza.